# Lambda-Diode

Schaltung einer Lambda-Diode mit zwei JFETs.

I-U-Kennlinie

Eine Lambda-Diode ist eine elementare elektrische Schaltung mit zwei Anschlüssen, welche aus zwei Sperrschicht-Feldeffekttransistoren (JFETs) besteht und ähnlich wie eine Tunneldiode in ihrer Kennlinie einen differentiellen negativen Widerstand aufweist. In nebenstehenden Kennlinie, die den Strom ID durch die Lambda-Diode als Funktion der anliegenden Spannung UD darstellt, ist dies im rot markierten Kennlinienabschnitt der Fall. Die Bezeichnung leitet sich von der Form der I-U-Kennlinie ab, welche grob dem griechischen Buchstaben λ (Lambda) ähnelt.

## Anwendungsbereiche
Im Gegensatz zu Tunneldioden, deren differentieller negativer Widerstand im Bereich von 70 mV bis 350 mV liegt, weisen Lambda-Dioden einen differentiellen negativen Widerstand über den Bereich von 1,5 V bis 6 V auf. Einsatzbereiche liegen, wie bei Tunneldioden, primär im Bereich von Oszillatoren, wo der differentielle negative Widerstand zur Schwingungserzeugung genutzt wird. Durch den größeren Aussteuerungsbereich bieten sie schaltungstechnische Vorteile gegenüber Tunneldioden. Da es sich aber um keinen quantenmechanischen Tunneleffekt handelt, sind sie nicht so schnell und nicht bis zu so hohen Frequenzen einsetzbar wie Tunneldioden.
Weitere Anwendungsbereiche sind stromsparende Digitalschaltungen, basierend auf Kombinationen von modifizierten Lambda-Dioden. Damit können, ähnlich wie bei CMOS-Technik mit Metall-Oxid-Halbleiter-Feldeffekttransistoren (MOSFETs) mit JFETs Logikgatter wie Und-Gatter, Oder-Gatter und Nicht-Gatter realisiert werden. Da sich allerdings MOSFETs in integrierten Schaltungen mit geringerem Platzbedarf integrieren lassen, weisen JFETs in diesem Anwendungsbereich nur eine geringe praktische Bedeutung auf. Weiterhin können auch bistabile Kippstufen für Speicherzellen mittels Lambda-Dioden realisiert werden.
Neben der Version mit je einem N-Kanal und einem P-Kanal-JFET, wie in nebenstehender Abbildung dargestellt, können Lambda-Dioden auch als eine Kombination von einem N-Kanal-JFET mit einem PNP-Bipolartransistor und zwei Widerständen realisiert werden.